# Comté de Kimball
Le comté de Kimball est un comté situé au sud-ouest de l'État du Nebraska aux États-Unis. Le siège du comté est Kimball. Selon le recensement de 2010, sa population est de 3 821 habitants. Le comté a été fondé en 1888 et doit son nom à Thomas L. Kimball, un pionnier du chemin de fer.

## Comtés adjacents
- Comté de Banner (nord)
- Comté de Cheyenne (est)
- Comté de Logan, Colorado (sud-est)
- Comté de Weld, Colorado (sud-ouest)
- Comté de Laramie, Wyoming (ouest)

## Principales villes
- Bushnell
- Dix
- Kimball